# Dean Cain
Dean George Tanaka, ismertebb nevén Dean Cain (Mount Clemens, Michigan, 1966. július 31. –) amerikai színész, producer, forgatókönyvíró, rendező.

## Élete

### Fiatalkora
Édesapja, Roger Tanaka még születése előtt elhagyta anyját, Sharon Sarah Thomast és testvérét, Rogert (zenész). 1969-ben édesanyját feleségül kérte Christopher Cain filmrendező, és Dean az ő nevét vette fel. A család elköltözött Malibuba, Kaliforniába. Ekkor Dean mindössze 3 éves volt. Megszületett Dean féltestvére, Krisinda Cain, színésznő (ő alakította a Lois & Clark 4. évad 10. epizódjában Darlene-t). Fiatal korában nem álmodott színészkarrierről, hiszen a középiskolában (Santa Monica High School) kitűnő eredményeket ért el röplabdában és futballban egyaránt. Osztálytársa és csapattársa volt Rob Lowe, Charlie Sheen, Emilio Estevez, Robert Downey Jr., Sean Penn és Chris Penn, akik szintén színészek. A középiskola elvégzése után (1984) a Princeton Egyetem ösztöndíjasa lett.

### Út a filmiparhoz
A Princeton Egyetem röplabdacsapatának kapitánya lett, és a legfantasztikusabb eredményeket produkálta a futballcsapatban. Majd egy súlyos térdsérülés miatt orvosa eltiltotta a további sportolástól. 1988-ban végzett az egyetemen. 
Mivel egyetemi diplomamunkáját filmes témában írta, és nevelőapja is jártas volt a szakmában ezért úgy döntött, hogy ő maga is ebbe az irányba fordul. Először csak forgatókönyveket írt, majd kisebb-nagyobb szerepeket vállalt el olyan sikersorozatokban, mint a Grapevine, vagy a Beverly Hills 90210.

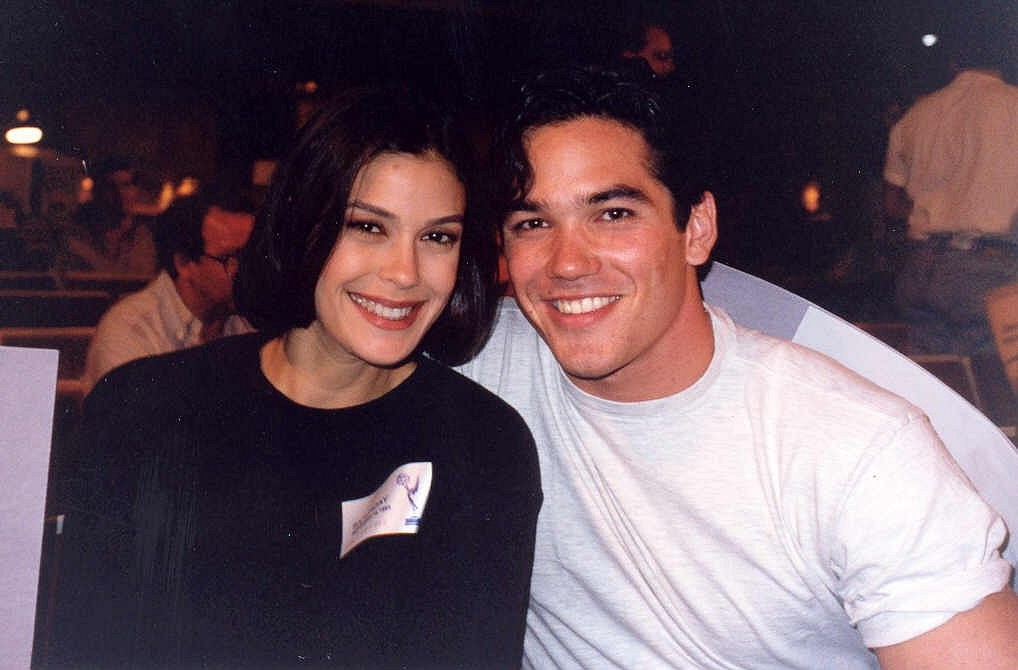
Teri Hatcherrel (Lois Lane, a Superman sorozatból) a 45. Emmy Díj átadón

1992-ben szereplőválogatást hirdettek az új Superman sorozatra. Dean az utolsó pillanatig harcolt a szerepért az akkoriban alig ismert Kevin Sorbo színésszel. A forgatást egy évvel később kezdték el és négy évadot ért meg a sorozat. A Lois és Clark: Superman legújabb kalandjai világszerte óriási sikert aratott. A Superman-kaland végeztével Cain saját produkciós céget alapított. Elkészítették a Ripley's Believe It or Not! című sorozatot. Dean folyamatosan forgatott, játszott a Magányos szívek klubja (The Broken Hearts Club), az Időzavarban (Out of Time), a Kutyaütő örökösök (Bailey's Billions) című mozifilmekben. Számtalan tévés produkcióban vett részt, mint a Smallville vagy a Las Vegas, a sikere pedig mindenhol garantált volt. 2003-ban Az ügyosztály című sorozatban vállalt szerepet 8 részben. 2006-ban Oliver Hudson testvérét alakította a 10.5: Apokalipszis című katasztrófafilmben. Két évvel később pedig az Így lesz tökéletes egy pasiban láthattuk. 2010-es filmje, a The Way Home (Út hazafelé) egy megtörtént esetet dolgoz fel egy olyan édesapáról, akit túlságosan lefoglalt a munkája, őrlődött a munkahelyi és családi kötelességek között, és egy figyelmetlen pillanatban elvesztette kisfiát. 2011-ben olyan filmekben láthatjuk, mint a Subject: I Love You, Dirty Little Trick, The Case for Christmas és a The Dog Who Saved Halloween, valamint mellékszerepet kapott a Minden lében négy kanál című sorozatban. Jelenleg a Mind's Eye, a Sweetwater és a I Am Gabriel című filmeken dolgozik, melyeket 2012-ben vetítenek le.

## Magánélete
Magánélete hasonlóan gyors tempójú, mint filmes munkái. Az évek során számtalan híres és kevésbé ismert nővel volt viszonya, közéjük tartozott Brooke Shields, Amy Dolenz, Pamela Anderson, Samantha Torres és Gabrielle Reece. 1997 és 1998 között jegyben járt Mindy McCready country-énekesnővel, de 1998 júliusában felbontották az eljegyzést. 1999 vége felé kiderült, hogy exbarátnője a Playboy modell Samantha Torres gyermeket vár Dean-től. 2000. június 11-én megszületett a kis Christopher Dean Cain. Nevét Dean mostohaapja után kapta. Bár egyikük sem akart újra összeköltözni a másikkal, mégis igyekeznek rendezett családi hátteret biztosítani gyermeküknek. A színész (mindig emlékezve vér szerinti apja hűtlenségére) oroszlánrészt vállal fia nevelésében. A mára már 11 éves fiának a focicsapatának és kosárlabda csapatának is az edzője. Együtt írják meg otthon a házi feladatot, ő viszi az iskolába, ő hozza haza, és készíti a reggelit, ebédet, vacsorát. A kisfiú mindenben elsőbbséget élvez, és az apukának sikerült megtalálnia az egyensúlyt a munka és a család között. Dean saját bevallása szerint nem vallásos, de van hite. Nem jár templomba, de ha a kisfia beteg, Istenhez imádkozik, és mikor 2005-ben Irakba látogatott az amerikai katonákhoz, és a levegőben lőttek rájuk, akkor is imádkozott. Aggasztja a gyerekek nyomorúsága, éhezése szerte a világon. Járt már Kenyában, Vietnámban, Nicaraguában egy gyermekek étkezését segítő alapítvány segítőjeként. Elszomorítja, ha azt látja, hogy a gyerekek milyen borzasztó körülmények között élnek. Kisfiát is arra tanítja, hogy segíteni kell a bajba jutott embereknek.

## Érdekességek
Eredeti neve (Tanaka) a bokájára van tetoválva. Édesapja azt nyilatkozta, hogy felesége akkor hagyta el őt, amikor a vietnámi háborúban volt, de Dean bevallotta, hogy apja soha nem szolgált a háborúban, hanem megcsalta édesanyját és ez az igazi oka annak, hogy szülei elváltak. Fél a repüléstől. 1998-ban produkciós céget alapított Angry Dragon Entertainment néven. Malibuban, Aspenben, Coloradoban, és Ibizán is van háza. Az Észak-Amerikai Zeta Psi Szövetség tagja.

## Filmográfia
- 2015 – Vendetta / Vérbosszú a sitten
- 2012 – I Am Gabriel (videó)
- 2012 – Sweetwater
- 2012 – Mind's Eye
- 2011 – Home Run Showdown
- 2011 – At the Top of the Pyramid
- 2011 – The Dog Who Saved Halloween (tévéfilm)
- 2011 – Burn Notice (TV series, 1 epizód) / Minden lében négy kanál
- 2011 – The Case for Christmas (tévéfilm)
- 2011 – Dirty Little Trick 2011 – A Mile in His Shoes
- 2011 – Subject: I Love You
- 2011 – Royal Reunion (rövidfilm)
- 2011 – 5 Days of War
- 2010 – Bed & Breakfast: Love is a Happy Accident
- 2010 – The Dog Who Saved Christmas Vacation (tévéfilm)
- 2010 – A Nanny for Christmas
- 2010 – Pure Country 2: The Gift
- 2010 – Kill Katie Malone
- 2010 – Hole in One
- 2010 – Abandoned (video)
- 2010 – Circle of Pain (videó)
- 2010 – Arctic Predator (tévéfilm)
- 2010 – The Way Home / Út hazafelé
- 2009 – The Three Gifts (tévéfilm)
- 2009 – The Dog Who Saved Christmas (tévéfilm)
- 2009 – Maneater
- 2009 – The Gambler, the Girl and the Gunslinger (tévéfilm)
- 2009 – Stuck (tévéfilm)
- 2009 – Aussie and Ted's Great Adventure / Mackómentő akció
- 2008 – $5 a Day 2008 – Ace of Hearts
- 2008 – Making Mr. Right (TV movie) / Így lesz tökéletes egy pasi
- 2007 – CSI: Miami (TV series, 1 episode) / Miami helyszínelők
- 2007 – Smallville (TV series, 1 episode)
- 2007 – Final Approach (TV movie) / Utolsó csapás (Landolás)
- 2007 – September Dawn
- 2007 – Crossroads: A Story of Forgiveness (TV movie) / A megbocsájtás útja
- 2007 – Hidden Camera (TV movie) 2007 – Urban Decay
- 2007 – Protect and Serve (TV movie)
- 2006 – Dead & Deader (TV movie)
- 2006 – A Christmas Wedding / Csapnivaló menyegző
- 2006 – Max Havoc: Ring of Fire / Max Havoc: Tűzgyűrű
- 2006 – Look, Up in the Sky: The Amazing Story of Superman / Nézd, fent az égen! – Superman csodálatos élete
- 2005-2006 – Las Vegas (tévésorozat, 8 epizódban)
- 2006 – 10.5: Apocalypse (tévéfilm) / 10.5 Apokalipszis (Világvége)
- 2006 – Truth (video) / Szennyezett igazság
- 2005 – Law & Order: Special Victims Unit (tévésorozat, 1 epizódban) / Különleges ügyosztály
- 2005 – Mayday (TV movie) / Pánik a fedélzeten
- 2005 – Hope & Faith (tévésorozat, 4 epizódban)
- 2004-2005 – Clubhouse (tévésorozat, 11 epizódban)
- 2005 – Grown Men (TV movie)
- 2005 – Bailey's Billion$ / Kutyaütő örökösök
- 2004 – The Perfect Husband: The Laci Peterson Story (tévéfilm) / A tökéletes férj
- 2004 – Lost / Útvesztő 2004 – I Do (But I Don't) (tévéfilm) / Boldogító igen, vagy nem
- 2004 – Post Impact (TV movie) / A becsapódás után
- 2003-2004 – The Division (tévésorozat, 8 epizódban) / Az ügyosztály
- 2004 – Grandpa's Place 2003 – Out of Time / Időzavarban
- 2003 – Gentle Ben 2: Danger on the Mountain (tévéfilm) / Szelíd Ben: A fekete arany
- 2003 – Dragon Fighter (video) / Sárkányölő
- 2002 – Frasier (TV series, 1 episode) / A dumagép
- 2002 – Christmas Rush (TV movie) / Karácsonyi láz
- 2002 – The Glow (TV movie) / Örökifjak
- 2002 – Dark Descent / Rejtelmes mélység
- 2002 – Rag and Bone (TV movie)
- 2002 – Gentle Ben (TV movie) / A hegyek szelíd ura
- 2002 – Phase IV / A negyedik fázis
- 2002 – Grandia Xtreme (voice) (Video Game)
- 2001 – Boa 2001 – A Christmas Adventure ... From a Book Called Wisely’s Tales (hang, videó)
- 2001 – Rat Race / Üldözési mánia
- 2001 – Just Shoot Me! (tévésorozat, 1 epizódban) / Divatalnokok
- 2001 – Firetrap / Tűzcsapda
- 2000 – The Runaway (TV movie) / Az igazság nyomában
- 2000 – For the Cause / A végső háború
- 2000 – Militia / Az elveszett anthrax
- 2000 – Flight of Fancy
- 2000 – No Alibi / Alibi nélkül
- 2000 – The Broken Hearts Club: A Romantic Comedy / Magányos szívek klubja (Barátságpróba)
- 1999 – Ripley's Believe It or Not / Hihetetlen, de igaz
- 1999 – Fantasy Island (tévésorozat, 1 epizódban)
- 1998 – Futuresport (TV movie) / Sportháború
- 1998 – Dogboys (TV movie) / Kutyakölykök
- 1997 – Best Men / Túsznász
- 1993-1997 – Lois & Clark: The New Adventures of Superman (tévésorozat, 87 epizódban) / Lois és Clark: Superman legújabb kalandjai
- 1997 – Happily Ever After: Fairy Tales for Every Child (tévésorozat, 1 epizódban)
- 1997 – Eating Las Vegas (rövidfilm)
- 1996 – Cutty Whitman (tévéfilm)
- 1996 – Adventures from the Book of Virtues (tévésorozat, 1 epizódban)
- 1995 – Just Like Him (rövidfilm)
- 1992 – Beverly Hills 90210 (tévésorozat, 4 epizódban)
- 1992 – Miracle Beach
- 1992 – Grapevine (tévésorozat, 2 epizódban)
- 1992 – A Different World (tévésorozat, 1 epizódban)
- 1991 – Final Revenge
- 1990 – Write to Kill / A halálszerző
- 1990 – Life Goes On (tévésorozat, 1 epizódban)
- 1989-1990 – Christine Cromwell (tévésorozat, 2 epizódban)
- 1990 – Going Under / Tengeralattjáró akadémia
- 1984 – The Stone Boy
- 1979 – Charlie and the Talking Buzzard
- 1976 – Elmer Producer:
- 2009 – Maneater
- 2005 – Dance Like We Do
- 2001-2003 – Ripley's Believe It or Not! (tévésorozat, 14 epizódban)
- 2003 – Dragon Fighter (video) / Sárkányölő
- 2002 – Rag and Bone (TV movie)
- 2001 – Firetrap
- 2001 – On Parole
- 1995 – Off Camera with Dean Cain (tévésorozat)

Író
- 2010 – Pure Country 2: The Gift
- 1994-1995 – Lois & Clark: The New Adventures of Superman (tévésorozat, 2 epizódban) / Lois és Clark: Superman legújabb kalandjai
- 1995 – Off Camera with Dean Cain (tévésorozat)

Rendező
- 1995 – Off Camera with Dean Cain (tévésorozat)